# 吕滨 (国家海洋局)
吕滨（1956年6月—），男，汉族，湖南长沙人，中华人民共和国政治人物。中国共产党党员。湖南师范大学政治系毕业，哲学系伦理学专业博士。

## 生平
历任共青团长沙市委书记，中共长沙市郊区区委书记，共青团湖南省委副书记、省青联主席。1992年1月，任共青团湖南省委书记。1995年1月，任中共湖南省湘潭市委副书记。1999年10月，任中共江西省吉安地委副书记、行署专员。2000年9月，任中共吉安市委副书记、市长。2001年12月，任中共吉安市委书记、市人大常委会主任。2004年9月，任中共江西省委副秘书长、农村工作部部长。
2011年11月任国家海洋局党组成员、纪委书记。
2008年起担任全国人大代表。2018年1月，当选第十三届全国政协委员。